# Елово (Ярский район)
Елово — село в Ярском районе Удмуртской республики России. Административный центр муниципального образования «Еловское».

## История
Сельский приход был образован в 1741 году епископом Вятским и Великопермским Вениамином, заложившим и освятившим старейшую на территории современной Удмуртии церковь во имя Святой Троицы. Изначально Свято-Троицкая церковь была деревянной и имела два престола. Она была разобрана в 1815 году.
В 1795 году, на средства прихожан, в селе был построен каменный трёхпрестольный храм. Главный престол был освящён во имя Святой Троицы в 1802 году. Правый (в честь апостола Андрея Первозванного) и левый (в честь святого Стефана Великопермского) престолы были освящены в 1800 году.
В 1854 году на сельском кладбище была возведена деревянная часовня.
В «Списке населенных мест Российской империи», изданном в 1876 году, населённый пункт упомянут как казённое село Еловское (Верхняя и нижняя) Глазовского уезда (1-го стана), при реке Чепце, расположенное в 52 верстах от уездного города Глазова. В селе насчитывалось 77 дворов и проживало 543 человека (267 мужчин и 276 женщин). Функционировали православная церковь и училище.
4 марта 1878 года при храме было открыто церковно-приходское попечительство, а в 1894 году была образована женская церковно-приходская школа.
Свято-Троицкая церковь и часовня были закрыты в 1940 году.

## География
Село находится в северо-западной части Удмуртии, на правом берегу реки Чепца, на расстоянии примерно 12 километров (по прямой) к северо-западу от посёлка Яр, административного центра района. Абсолютная высота — 252 метра над уровнем моря.

### Часовой пояс
Елово, как и вся Удмуртия, находится в часовой зоне МСК+1. Смещение применяемого времени относительно UTC составляет +4:00.

## Население
| 2010 | 2012 |
| ---- | ---- |
| 270  | ↘267 |

Национальный состав
Согласно результатам переписи 2002 года, в национальной структуре населения русские составляли 50 %, удмурты — 47 %.

## Инфраструктура
В селе функционируют средняя общеобразовательная школа, фельдшерско-акушерский пункт, дом культуры, библиотека и отделение Почты России.

## Улицы
Уличная сеть села состоит из 4 улиц и 2 переулков.